# Сергий (Булатников)
Епископ Се́ргий (в миру Владимир Леонидович Булатников; 16 апреля 1950, Омск) — архиерей Русской Православной Церкви на покое, бывший епископ Великолукский и Невельский.

## Биография
С детства прислуживал в кафедральном соборе Воздвижения Креста Господня в Омске, был свещеносцем у епископа Омского и Тюменского Николая (Кутепова).
В 1965 года по окончании средней школы № 15 города Омска поступил в медицинское училище, которое окончил в 1969 году по специальности фельдшер.
В 1970 году поступил послушником в Псково-Печерский Успенский монастырь. По собственным воспоминаниям, «Когда я жил в Псково-Печёрском монастыре, там подвизались архимандрит Александр, в то время игумен, архимандрит Нафанаил, тогда архидиакон, всем известный схиигумен Савва (Остапенко), отец Иоанн (Крестьянкин), схиигумен Онисифор, архимандрит Алипий (Воронов). Это были настоящие монахи-подвижники. А сейчас монашество ослабело».
По требованию властей был исключён из братии как не достигший 30-летнего возраста, после чего служил псаломщиком в Псковской епархии.
В 1974 году зачислен в клир Смоленской епархии и назначен псаломщиком Вознесенского храма города Гагарина Смоленской области.
14 апреля 1974 года в Успенском кафедральном соборе Смоленска архиепископом Смоленским и Вяземским Феодосием (Процюком) рукоположён в сан диакона, а 21 апреля там же — в сан пресвитера, после чего назначен настоятелем Введенской церкви села Докудово Починковского района Смоленской области. Также служил на приходах села Дуброво и села Липецы Смоленской области.
В 1974 году поступил в Московскую духовную семинарию, которую окончил в 1979 году.
В 1978 году принят в клир Курской епархии, и архиепископом Курским и Белгородским Хризостомом (Мартишкиным) назначен настоятелем Тихвинской церкви села Кулевка Горшеченского района Курской области.
13 ноября 1979 года последним Площанским старцем схиархимандритом Григорием (Давыдовым) был пострижен в мантию с именем Сергий в честь преподобного Сергия Радонежского.
В 1983 году принят в клир Орловской епархии, и архиепископом Орловским и Брянским Глебом (Смирновым) назначен настоятелем Крестовоздвиженской церкви в Севске.
В 1985 году поступил в Московскую духовную академию на заочный сектор. В 1988 году перевёлся на очную форму обучения в Ленинградскую духовную академию, которую окончил в 1989 году, защитив работу на тему «Храмы ладожской земли». По окончании ЛДА был рекомендован для прохождения служения в Ленинградской епархии.
9 февраля 1989 года митрополитом Ленинградским и Новгородским Алексием (Ридигером) назначен настоятелем вновь открывшейся Всехсвятской церкви города Приозерска, подворья Валаамского монастыря. Храм на том момент находился в полуразрушенном состоянии, в дождь служить было очень сложно, так как купола практически не было. В августе 1989 года был организован лагерь по восстановлению храма с участием митрополита из Финляндии с финской братией и выпускниками Ленинградской духовной семинарии.
11 апреля 1992 года митрополитом Санкт-Петербургским и Ладожским Иоанном (Снычёвым) назначен настоятелем во вновь открывшийся Свято-Троицкий Зеленецкий монастырь. 10 июня того же года Священный Синод благословил открытие Свято-Троицкого Зеленецкого мужского монастыря и утвердил игумена Сергия (Булатникова) его игуменом.
В 1994 году по приглашению архиепископа Брянского и Севского Мелхиседека (Лебедева) прибыл в новообразованную Брянскую епархию для устроения монашеской жизни. 27 декабря того же года Священный Синод благословил возрождение монашеской жизни в Богородично-Казанской Площанской пустыни Брасовского района Брянской епархии и утвердил игумена Сергия (Булатникова) её настоятелем.
В 1996 году при монастыре открыт филиал реабилитационного центра им. А. С. Хомякова по работе с наркозависимой молодёжью и алкоголиками.

### Архиерейство
29 мая 2013 года решением Священного Синода архимандрит Сергий был избран епископом Клинцовским и Трубчевским.
11 июня того же года в Патриаршей и Синодальной резиденции в Свято-Даниловом монастыре состоялось наречение архимандрита Сергия в епископа Клинцовского и Трубчевского.
13 июня 2013 года хиротонисан в храме Вознесения Господня у Никитских ворот во епископа Клинцовского и Трубчевского. Хиротонию совершили Патриарх Московский и всея Руси Кирилл, митрополит Крутицкий и Коломенский Ювеналий (Поярков), митрополит Саранский и Мордовский Варсонофий (Судаков), архиепископ Истринский Арсений (Епифанов), епископ Брянский и Севский Александр (Агриков), епископ Выборгский и Приозерский Игнатий (Пунин), епископ Солнечногорский Сергий (Чашин), епископ Подольский Тихон (Зайцев), епископ Смоленский и Вяземский Исидор (Тупикин).
По прибытии на кафедру епископ Сергий предложил программу «Клинцы — 20», предусматривающую проектирование и строительство 20 храмовых комплексов на территории города и Клинцовского района, высказал намерение уделять особое внимание диалогу со старообрядчеством, а также дальнейшему развитию международного проекта «Три сестры», в рамках которого планируется строительство храма и центра славянского единства на стыке трёх государств: России, Белоруссии и Украины.
25 декабря 2013 года решением Священного Синода включён в состав Комиссии по делам старообрядных приходов и по взаимодействию со старообрядчеством.
26 декабря 2014 года решением Священного Синода назначен епископом Великолукским и Невельским.
12 октября 2016 года награждён юбилейной медалью «В память 850-летия Великих Лук».
15 мая 2025 года решением Священного Синода освобождён от управления Великолукской епархией и почислен на покой с выражением благодарности "за многолетнее управление Великолукской епархией". Местом пребывания на покое определён Псково-Печерский монастырь.

## Награды
- Орден преподобного Серафима Саровского III степени (2020)[15].

## Публикации
- Слово архимандрита Сергия (Булатникова) при наречении во епископа Клинцовского и Трубчевского
- Речь епископа Клинцовского и Трубчевского Сергия на 58-й сессии Горсовета